# Molli-Magerramlu
Molli-Magerramlu (azerbajdzjanska: Mollaməhərrəmli) är en ort i Azerbajdzjan.   Den ligger i distriktet Füzuli Rayonu, i den södra delen av landet, 240 km väster om huvudstaden Baku. Molli-Magerramlu ligger 143 meter över havet och antalet invånare är 841.
Terrängen runt Molli-Magerramlu är huvudsakligen platt, men söderut är den kuperad. Närmaste större samhälle är Horadiz, 3,1 km sydväst om Molli-Magerramlu.
Trakten runt Molli-Magerramlu består till största delen av jordbruksmark. Runt Molli-Magerramlu är det ganska tätbefolkat, med 104 invånare per kvadratkilometer.